# Simon Brändström
Simon Gustav Brändström (* 18. Mai 1982 als Simon Gustav Persson) ist ein professioneller schwedischer Pokerspieler. Er gewann 2019 das Main Event der European Poker Tour und das Main Event der World Poker Tour.

## Persönliches
Brändström ist verheiratet und lebt in Stockholm.

## Pokerkarriere
Seine erste Geldplatzierung bei einem Live-Turnier erzielte Brändström Ende Juni 2008 bei der World Series of Poker im Rio All-Suite Hotel and Casino am Las Vegas Strip. Dort kam er bei einem Turnier der Variante No Limit Hold’em in die Geldränge. Ende Dezember 2010 wurde er beim Main Event der Christmas Poker Week in Göteborg Zweiter und erhielt mehr als 370.000 schwedische Kronen, die zu diesem Zeitpunkt umgerechnet knapp 55.000 US-Dollar entsprachen. Mitte November 2013 belegte Brändström beim Main Event der Master Classics of Poker in Amsterdam ebenfalls den zweiten Platz und sicherte sich ein Preisgeld von über 180.000 Euro. Im Dezember 2015 saß er am Finaltisch des Main Events der Eureka Poker Tour in Prag und wurde Dritter für rund 120.000 Euro. Mitte März 2019 gewann er das Deepstack-Turnier der World Poker Tour (WPT) in Barcelona und erhielt aufgrund eines Deals mit drei anderen Spielern knapp 190.000 Euro. An gleicher Stelle gewann der Schwede Anfang September 2019 auch das Main Event der European Poker Tour (EPT). Dafür setzte er sich gegen das bisher größte EPT-Teilnehmerfeld von 1988 Spielern durch und erhielt aufgrund eines Deals mit Márton Czuczor sein bisher höchstes Preisgeld von knapp 1,3 Millionen Euro. Rund einen Monat später sicherte sich Brändström beim WPT-Main-Event in Nottingham ebenfalls den Titel und eine Siegprämie von 330.000 US-Dollar.
Insgesamt hat sich Brändström mit Poker bei Live-Turnieren mehr als 2,5 Millionen US-Dollar erspielt.